# Cystorchis aberrans
Cystorchis aberrans är en orkidéart som beskrevs av Johannes Jacobus Smith. Cystorchis aberrans ingår i släktet Cystorchis, och familjen orkidéer. Inga underarter finns listade i Catalogue of Life.